# Aleksandra Młynarczyk-Gemza
Aleksandra Młynarczyk-Gemza (ur. 4 września 1988 w Żywcu) – polska artystka multimedialna, fotografka, performerka i pisarka, doktor sztuki.

## Życiorys
Pochodzi z ziemi żywieckiej. Od 2008 roku mieszka i pracuje w Krakowie. Ukończyła studia na Wydziale Sztuki Uniwersytetu Pedagogicznego w Krakowie (2008–2013) oraz na Wydziale Malarstwa Akademii Sztuk Pięknych im. Jana Matejki w Krakowie (2013–2015). Po studiach związała się ze środowiskiem twórczym Fundacji Razem Pamoja i Kraków Art House. W 2023 roku uzyskała stopień doktora sztuki na Wydziale Sztuki Uniwersytetu Pedagogicznego im. Komisji Edukacji Narodowej.
Odbyła staże w galeriach sztuki współczesnej, m.in. w Pałacu Sztuki Współczesnej Galerii Narodowej w Pradze. W swoich intermedialnych projektach przyjmowała perspektywę arteterapeutyczną. Jej twórczość podejmowała takie zagadnienia, jak ciało, kobiety i autoportret. Jako fotografka korzystała z doświadczenia zdobytego podczas pracy jako modelka. W latach 2018–2022 pracowała nad cyklem kobiecych fotografii. Jest osobą ze zdiagnozowaną schizofrenią z komponentem afektywnym, co twórczo eksploatowała w swojej autobiograficznej książce Zapiski wariatki, nominowanej w 2023 roku do Nagrody Literackiej Nike, i w cyklu kolaży-ilustracji do niej, prezentowanych między lutym a kwietniem 2023 roku na wystawie pod tym samym tytułem w Bibliotece MOCAK-u.

## Wystawy i działania

### Wystawy indywidualne
- Zawód: artysta, Galeria Pauza, Kraków 2018.
- Remedy Culture Club, How to take power from the old eye that knows, w dialogu z Katarzyną Kukułą, Fundacja Razem Pamoja, Kraków 2021.
- W stronę integracji cienia. Kobiecy foto-rytuał, Galeria Olympia, Kraków 2022[1][6].
- Zapiski wariatki, Biblioteka MOCAK-u, Kraków 2023.
- Nieznośna melancholia detalu albo niezadomowienie, Shefter Gallery, Kraków 2024.

### Wystawy zbiorowe
- 7xInaczej, Wawel, 2015.
- BODY Fragile, Otwarta Pracownia, Kraków 2016.
- Księgarnia | Wystawa, Fundacja Razem Pamoja, Fedaa Alwaer / I am here/ Jestem tu / أنا هنا , Kraków 2017.
- House in general, house in particular, Kraków Art House, 2018.
- Under The Subway Video Art Night, JCC HARLEM (New York), Center; Centre del Carme Cultura Contemporània (Valencia, Spain), Verbeke Foundation (Belgium), Taller Gorria Gallery (Havana, Cuba), Cervantes Institute (Sao Paulo, Brazil), 2018.
- Romantic Kung-fu, Katarzyna Kukuła i Aleksandra Młynarczyk-Gemza, Galeria AG, Kraków 2018.
- Video Art Miden, Videolands, MOMus the Metropolitan Organisation of Museums of Visual Arts of Thessaloniki, 2019.
- II Krakowski Salon Sztuki, Pałac Sztuki w Krakowie, 2019.
- Naga Art Gallery, 2020.
- The Madwoman in the Attic. Insanity and women’s creativity, Galeria Ewa Opałka/Fundacja Razem Pamoja, Warszawa 2023.

## Performance
- Collecting Memories, Berlin, Vrhovine, Komprachcice 2017.

## Publikacje

### Książki artystyczne
- W stronę integracji cienia. Kobiecy foto-rytuał. Kraków: Universitas, 2022. Brak numerów stron w książce[7][8]

### Proza
- Zapiski wariatki. Kraków: Znak, 2022. Brak numerów stron w książce[9][10][11]
- Płodozmian. Teksty zebrane z lat 2005–2020. Warszawa: Pamoja Press, 2022. Brak numerów stron w książce

## Wyróżnienia
- Nagroda Obraz Roku na II Krakowskim Salonie Sztuki (2019)[1].
- Nominacja do Nagrody Literackiej Nike za Zapiski wariatki (2023)[12].